# Distretto di Champasak
Il distretto di Champasak è uno dei dieci distretti (mueang) della provincia di Champasak, nel Laos.  Ha come capoluogo la città di Champasak.